# Герберт Гізеветтер
Герберт Гізеветтер (нім. Herbert Giesewetter; 9 вересня 1922, Еммеріх — ?) — німецький офіцер-підводник, оберлейтенант-цур-зее крігсмаріне.

## Біографія
1 грудня 1939 року вступив на флот. З січня 1942 року — командир взводу 1-го навчального дивізіону підводних човнів. З квітня 1942 року — навчальний і 2-й вахтовий офіцер в 5-й флотилії. З вересня 1942 року — 2-й вахтовий офіцер на підводному човні U-618. З лютого 1943 року — вахтовий офіцер в 7-й флотилії. В січні-лютому 1944 року пройшов курс командира човна. З 16 лютого 1944 по 28 лютого 1945 року — командир U-60, з 1 березня по 27 квітня 1945 року — U-368.

## Звання
- Кандидат в офіцери (1 грудня 1939)
- Морський кадет (1 травня 1940)
- Фенріх-цур-зее (1 листопада 1940)
- Оберфенріх-цур-зее (1 листопада 1941)
- Лейтенант-цур-зее (1 травня 1942)
- Оберлейтенант-цур-зее (1 грудня 1943)

## Нагороди
- Рятувальна медаль (28 травня 1942) — за порятунок потопаючого солдата 9 вересня 1941 року.
- Залізний хрест 2-го класу (1 листопада 1942)
- Нагрудний знак підводника (23 січня 1943)
- Фронтова планка підводника в бронзі (17 жовтня 1944)